# Ultratip 100
Ultratip 100 ou Ultratip Bubbling Under 100 était un classement musical flamand qui classait des chansons jamais apparues d'Ultratop 50, crée le 7 septembre 1996 et arrêté le 29 mai 2021. Ce classement était comparable au classement américain Bubbling Under Hot 100.
Le 2 janvier 2016, Ultratip Bubbling Under 100 est créé en étendant les 100 positions du classement sous forme d'Extra Tips.